# Колонізація Венери

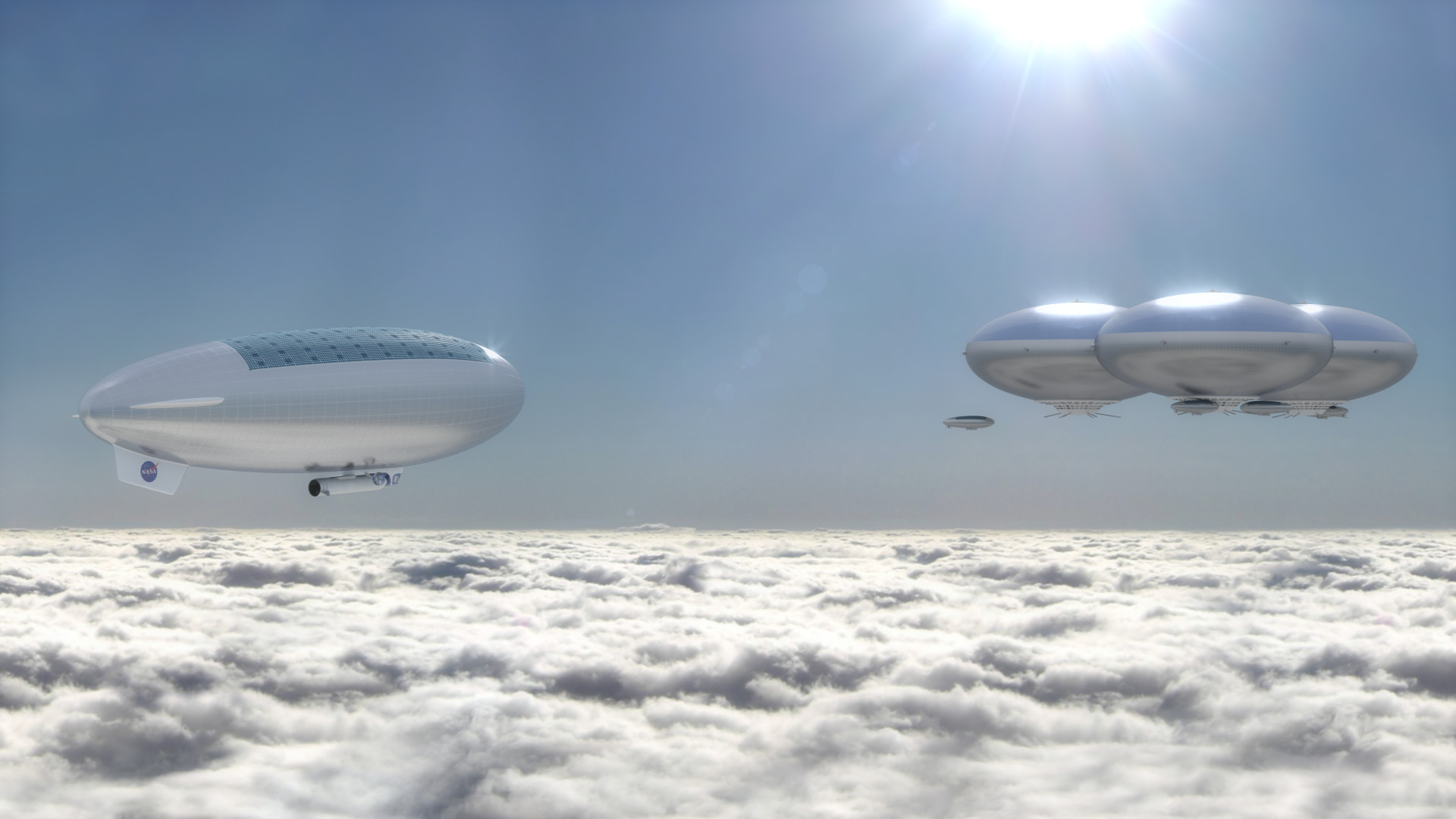
Художнє уявлення хмарного міста на Венері.

Венера — один із кандидатів для колонізації в межах Сонячної системи поряд з Марсом, Церерою, Місяцем, Європою, Ганімедом, Каллісто й поясом астероїдів. Була предметом багатьох творів наукової фантастики ще до світанку космічних польотів, і досі обговорюється як з мистецької, так і з наукової точки зору. Однак з відкриттям надзвичайно ворожого поверхневого середовища Венери увага в основному переключена на колонізацію Місяця і Марса, а пропозиції щодо Венери зосереджені на колоніях, що плавають у верхній середній атмосфері, і на терраформуванні.

## Причини колонізації

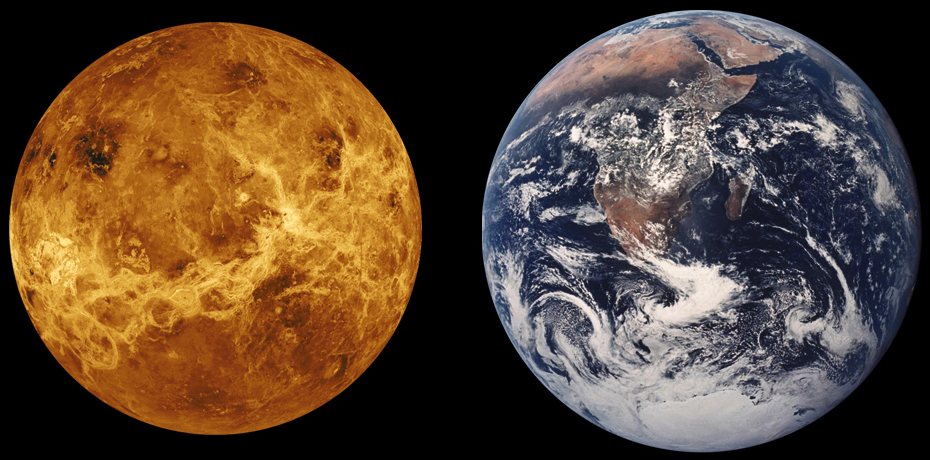
Масштабні зображення Венери та Землі, показані поруч. Венера лише трохи менша.

Колонізація космосу є кроком за межі освоєння космосу і передбачає постійну або тривалу присутність людей у зовнішньому середовищі поза Землею. Стівен Гокінг стверджував, що колонізація космосу є найкращим способом забезпечити виживання людини як виду. Інші причини колонізації космосу включають економічні інтереси, довгострокові наукові дослідження, які найкраще проводяться людьми на відміну від роботизованих зондів, і чиста цікавість. Венера — друга за величиною землеподібна планета і найближчий сусід Землі, що робить її потенційною ціллю.

## Переваги
Венера має певну схожість із Землею, яка, якби не ворожі умови, могла б полегшити колонізацію в багатьох відношеннях порівняно з іншими можливими напрямками. Ці подібності та її близькість призвели до того, що Венеру стали називати «планетою-сестрою» Землі.
Сили тяжіння Марса, що становить 0,38 земної, було б достатньо для уникнення декальцифікації кісток і втрати м'язового тонусу, що спостерігається у астронавтів, що живуть в мікро-g середовищі. На відміну від них, Венера близька за розмірами і масою до Землі, що призводить до подібної поверхневої гравітації (0,904g), що, ймовірно, буде достатнім для запобігання проблемам зі здоров'ям, пов'язаним з невагомістю. Більшість інших планів освоєння космосу та колонізації стикаються з побоюваннями щодо шкідливого впливу тривалого впливу дробового значення g або нульової сили тяжіння на опорно-руховий апарат людини.
Відносна близькість Венери полегшує перевезення та зв'язок, ніж у більшості інших місць Сонячної системи. У сучасних рушійних системах вікна запуску на Венеру відбуваються кожні 584 дні, порівняно з 780 днями для Марса. Час польоту також дещо коротший; зонд «Венера Експрес», який прибув на Венеру в квітні 2006 року, провів у дорозі трохи більше п'яти місяців, у порівнянні з майже шістьма місяцями для Марса Експрес. Це пояснюється тим, що при найближчому підході Венера знаходиться на відстані 40 мільйонів км (25 міль миль) від Землі (наближено за перигелієм Землі мінус афелій Венери) порівняно з 55 мільйонами км (34 міль милі) для Марса (приблизно за перигелієм Марса мінус афелій Землі), що робить Венеру найближчою до Землі планетою. Близькість Венери до Сонця забезпечує кращий доступ з орбіти Венери до астероїдів.
Атмосфера Венери складається в основному з вуглекислого газу. Оскільки азот і кисень легші за вуглекислий газ, наповнені звичайним повітрям аеростати плаватимуть на висоті близько 50 км. Повітряна куля діаметром 1 км могла б тримати вантаж масою 700 тис. т. у венеріанській атмосфері (приблизно як два хмарочоса Емпайр-Стейт). А діаметром 2 км — 6 млн т. На цій висоті температура становить 75 ° C (348 K; 167 ° F). На 5 км вище — помірні 27 ° C (300 K; 81 ° F) (див. Атмосфера Венери § Тропосфера).
Атмосфера також забезпечує різні елементи, необхідні для життя людини та сільського господарства: вуглець, водень, кисень, азот та сірка. Разом з близькістю Венери до Сонця це створювало б сприятливі умови для вирощування рослин у теплицях. Розповсюдженість на Венері вуглецю буде хорошим підґрунтям для виробництва вуглецевого волокна, нанотрубок і пластмас. Метан з венеріанського повітря можна використати для отримання ракетного палива, а водяна пара може бути сконденсована для добування рідкої води.
Крім того, верхні шари атмосфери можуть забезпечити захист від шкідливого сонячного випромінювання, порівнянний із захистом, який забезпечує атмосфера Землі. Атмосфера Марса, як і Місяць, мало забезпечують такий захист.

## Труднощі

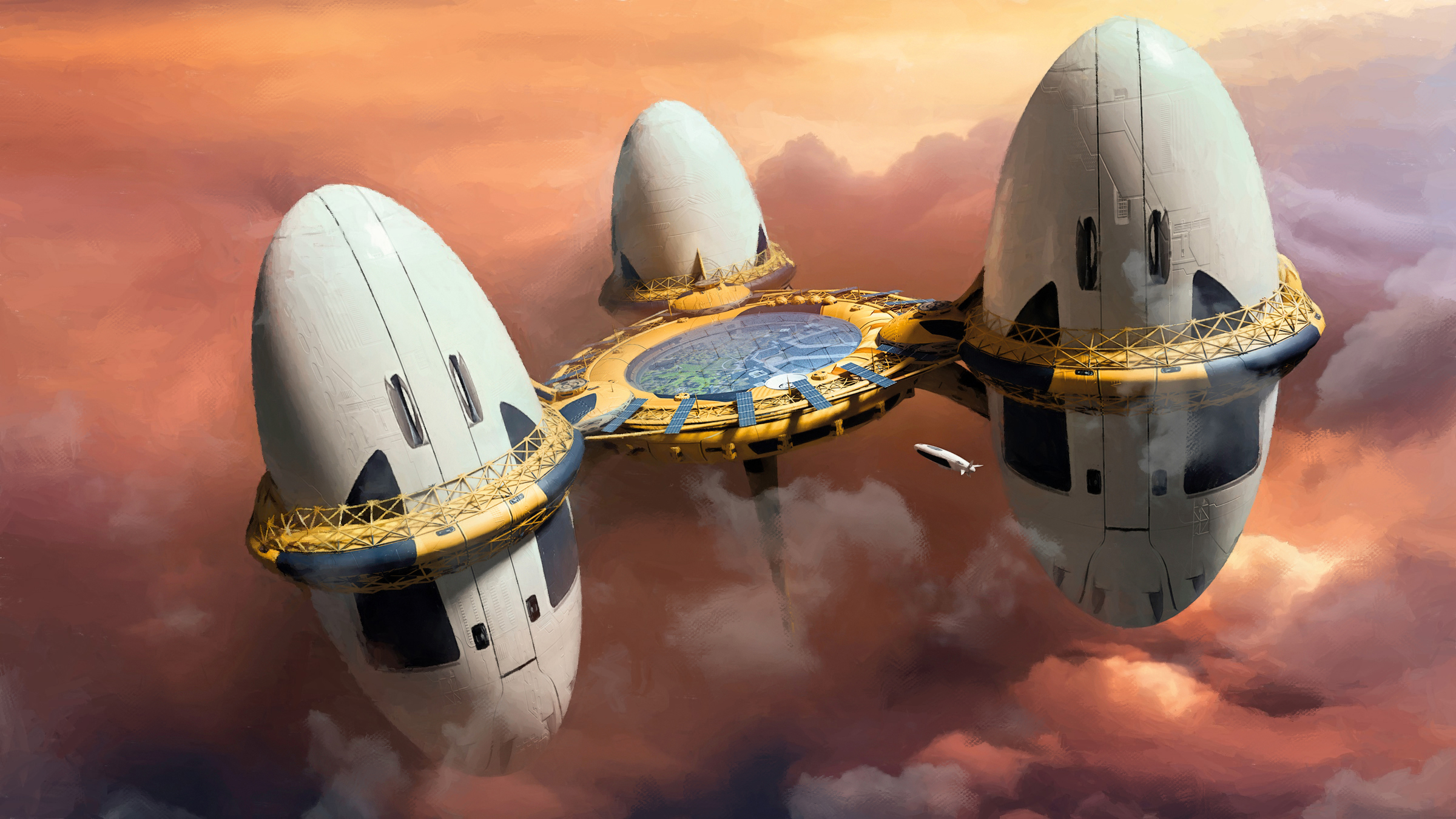
Художнє зображення летючої бази в атмосфері Венери

Венера також представляє кілька значних викликів колонізації людиною. З поверхневими умовами на Венері важко боротися: температура на екваторі в середньому становить близько 450 °C (723 K), що перевищує температуру плавлення свинцю, яка становить 327 °C. Атмосферний тиск на поверхню також принаймні в 90 разів більший, ніж на Землі, це еквівалентно тиску, що відчувається під кілометром води. Ці умови призвели до того, що місії на поверхню були надзвичайно короткими: радянські апарати Венера-5 і Венера-6 були зруйновані високим тиском, перебуваючи ще на 18 км над поверхнею. Наступні висадки, такі як Венера-7 і Венера-8, успішно передали дані після досягнення поверхні, але ці місії також були короткими, виживши на поверхні не більше однієї години.
Період обертання Венери навколо своєї осі становить 243 земних доби, але атмосфера рухається швидше. Летюче місто в венеріанській атмосфері переміщуватиметься за вітром і освітлюватиметься сонцем 50 годин, після чого настане 50-игодинна ніч.

## Концепти й проєкти

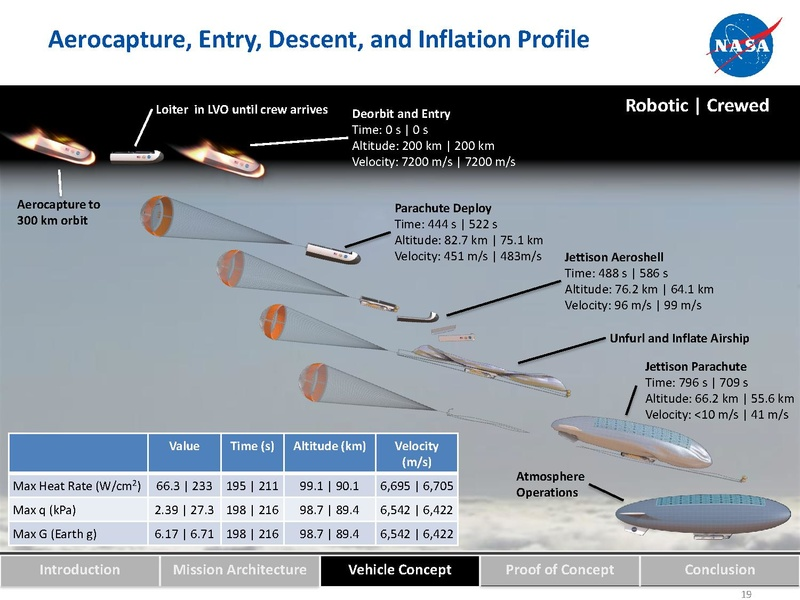
Схема спуску роботизованого дирижабля в атмосферу Венери

Карл Саган у 1961 році запропонував засіяти Венеру одноклітинними водоростями, щоб вони змінили склад атмосфери планети. Поглинаючи вуглекислий газ і виробляючи кисень, водорості зробили б Венеру придатною для дихання та холоднішою. Але цей план спирався на уявлення про Венеру як більш схожий на Землю світ. Наступні дослідження показали, що атмосфера Венери надто щільна, гаряча і конвективна для цього. Навіть якщо бактерії літатимуть у життєпридатній зоні, вертикальний рух повітря опускатиме їх у зони, де водорості загинуть. Гарольд Моровіц і Саган тому в 1967 році запропонували заселити Венеру летючими генно-інженерними рослинами, що нагадуватимуть живі повітряні кулі й завжди триматимуться на одній висоті.
Пізніше проєкти пропонували хімічне поглинання вуглекислого газу шляхом розпилення в атмосфері великих обсягів порошку, зробленого з місцевого каміння, як-от доломіти.
Також висувалася ідея фізично усунути частину атмосфери шляхом скерованих ударів по Венері астероїдами. Але для цього знадобилося б близько мільйона астероїдів діаметром 1 км.
Деякі пропозиції включають використання величезного щита, який закриє доступ до Сонця та охолодить атмосферу. Хоча тут можна було б використати щось на зразок сонячного вітрила, теплоємність венеріанської атмосфери дуже велика і її охолодження триватиме дуже довго.
HAVOC — запропонована в 2014 році NASA програма зі дослідження Венери та створення в її атмосфері постійної колонії. Передбачає спуск у атмосферу Венери ракет, які розгорнуться в роботизовані дирижаблі, та будівництво населеної летючої бази.
Альтернативна ідея полягає у будівництві на Венері штучних гір, на вершинах яких буде менший атмосферний тиск і температура. Головна проблема тут у тому, що на Венері, тяжіння якої майже таке ж, як земне, не може існувати гора, вища за 10,6 км. При перевищенні цієї позначки основа гори почне «розтікатися». Природним місцем для наземної колонії можуть слугувати гори Максвелла, що досягають висоти 10,4 км. Але навіть там температура складає 380 °C, а тиск — у понад 40 разів вищий за середній на Землі.

## У мистецтві
Англійський біолог, еволюціоніст Джон Бердон Сандерсон Голдейн у есе «Останній суд» (1927) описував як люди майбутнього тераформують Венеру через 10 млн років від його часу за допомогою «снарядів» з бактеріями, знищуючи місцеву біосферу, а потім створюють нові види людей для проживання на Венері. Пізніше венеріанці заново заселяють Землю, постраждалу від розколу Місяця, та інші планети.
У романі Олафа Стейплдона «Останні і перші люди» (1930) на Венері в далекому майбутньому мешкають декілька видів людей, пристосованих до тамтешніх умов. Дія єдиного науково-фантастичного оповідання Говарда Лавкрафта «У стінах Еріксу» (1936) відбувається на Венері, де люди добувають цінні кристали, але головний герой опиняється в невидимому лабіринті аборигенів планети.
В оповіданні українського радянського письменника Віктора Савченка «Листи з пекла» (1981) колонізацією поверхні Венери займаються добровольці-кіборги.
Події манґи та аніме «Венеріанські війни» (1986—1990) розгортаються на Венері, яка зіткнулася з кометою, що зробило її придатною для заселення людьми. Сюжет описує війну між двома венеріанськими державами.
«Хмарний султан» (2012) — космічна опера Джеффрі Лендіса, де дія відбувається в атмосфері Венери, в якій ширяють тисячі летючих міст.

## Інтернет-ресурси
- A Floating City on Venus — article from The Space Monitor
- NASA's Incredible, Futuristic, And Totally Real Plan To Establish A Human Colony On Venus — article from Business Insider UK
- Settling the Solar System in Science Fiction, part 2: Venus